# Eiserne Säule

Eiserne Säule im Innenhof der Quwwat-ul-Islam-Moschee im Qutb-Komplex, Delhi (Indien)

Die Eiserne Säule in Delhi (Indien) ist weltweit eines der ältesten erhaltenen Monumente aus Eisen. Sie befindet sich seit etwa 700 bis 1000 Jahren im Hof der Quwwat-ul-Islam-Moschee im Qutb-Komplex im Süden der Stadt; ihre Geschichte reicht jedoch noch weiter zurück: Sie wird manchmal auch als Ashoka-Säule bezeichnet, doch eine Sanskrit-Inschrift mit dem Namen Chandra und der Nennung des Hindu-Gottes Vishnu rückt sie in die Zeit des Gupta-Herrschers Chandragupta II. (ca. 375–413/15 n. Chr.).

## Beschreibung
Die Eiserne Säule ist 7,21 m hoch (davon 1,12 m im Boden), 6,5 t schwer und hat an ihrem unteren Ende einen Durchmesser von 42 cm, der nach oben hin auf etwa 30 cm abnimmt. An ihrer Spitze befindet sich ein schlankes, mehrfach gegliedertes und über 1,75 m hohes Kapitell, welches ehemals von einem Rad (chakra), einem Attribut Vishnus, oder einer stehenden oder knienden Garuda-Figur bekrönt worden sein mag, die spätestens in islamischer Zeit eingeschmolzen wurde.

## Herstellung

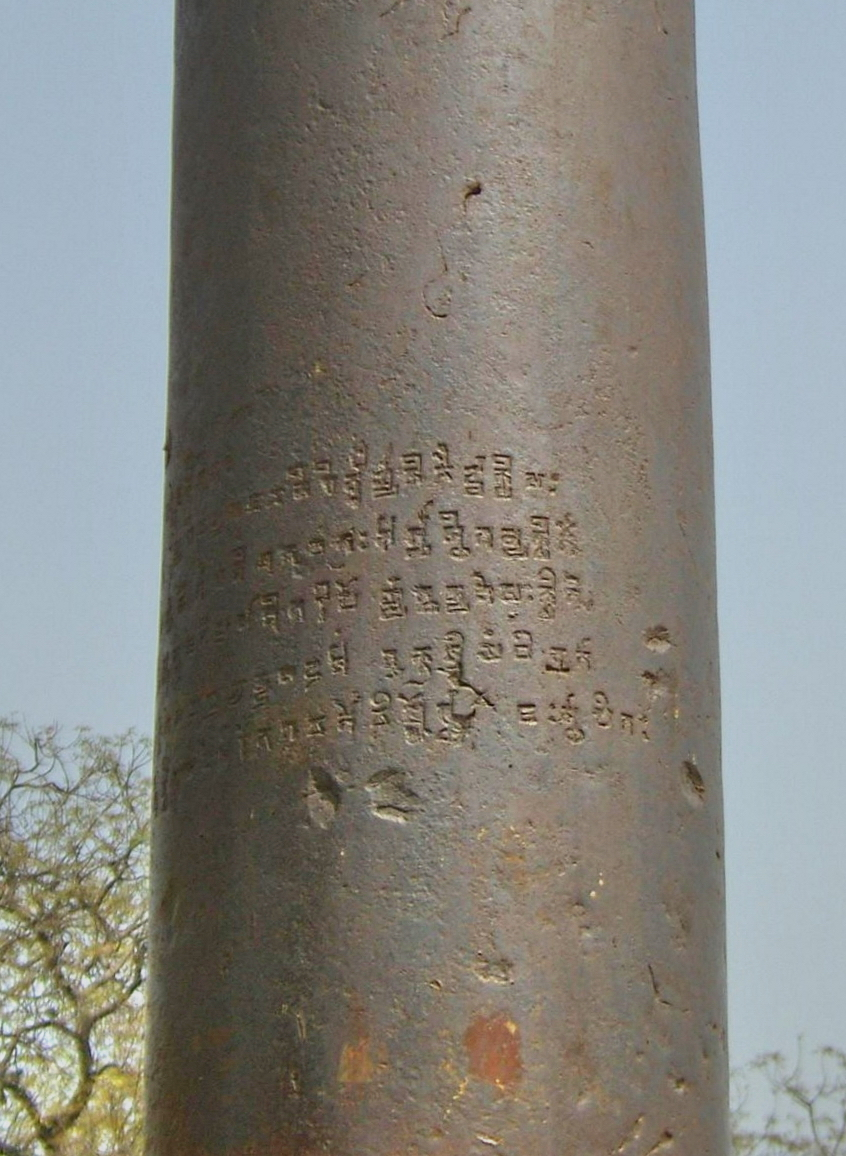
Inschrift Chandraguptas II.

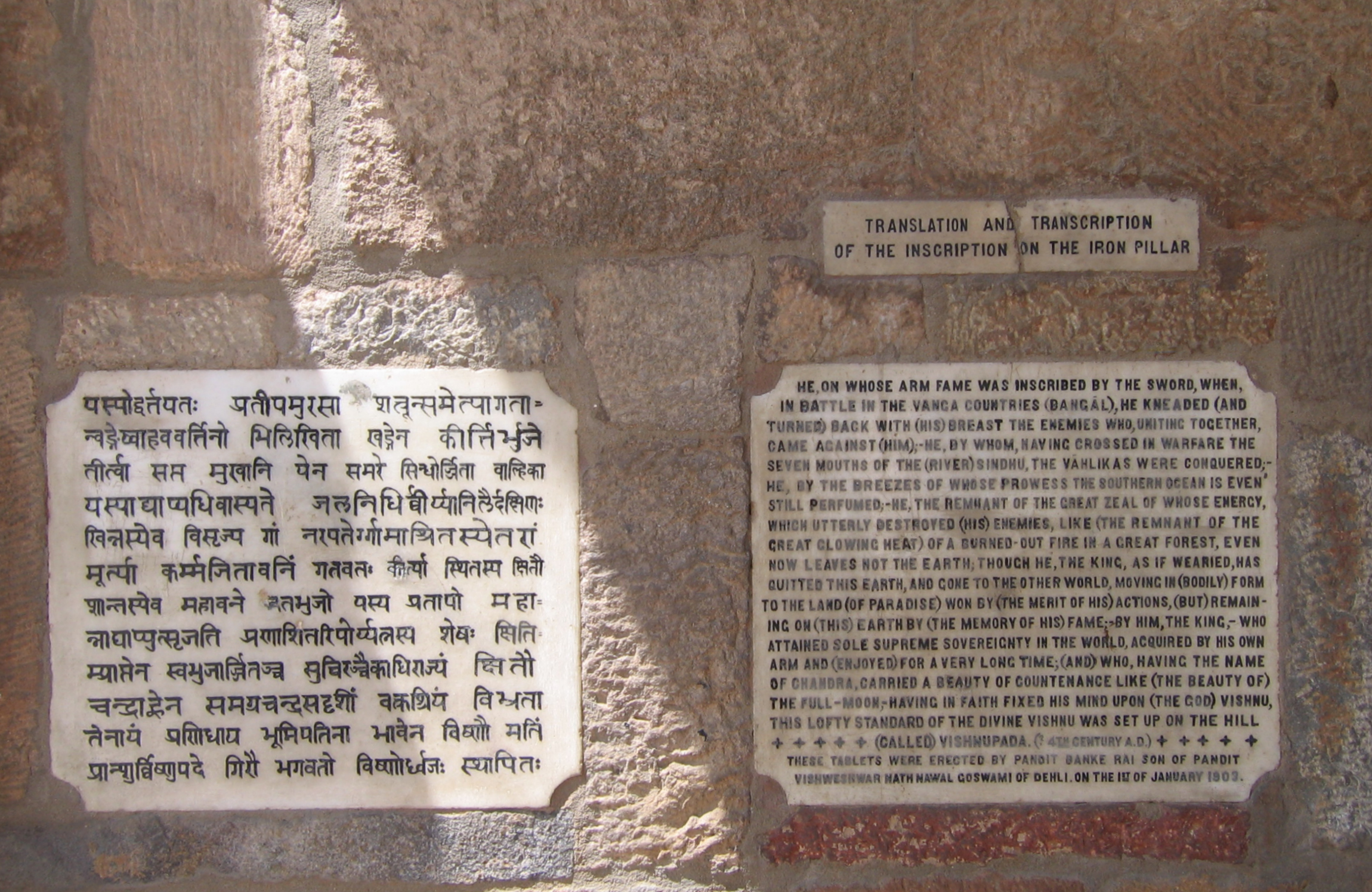
Sanskrit-Text und englische Übersetzung

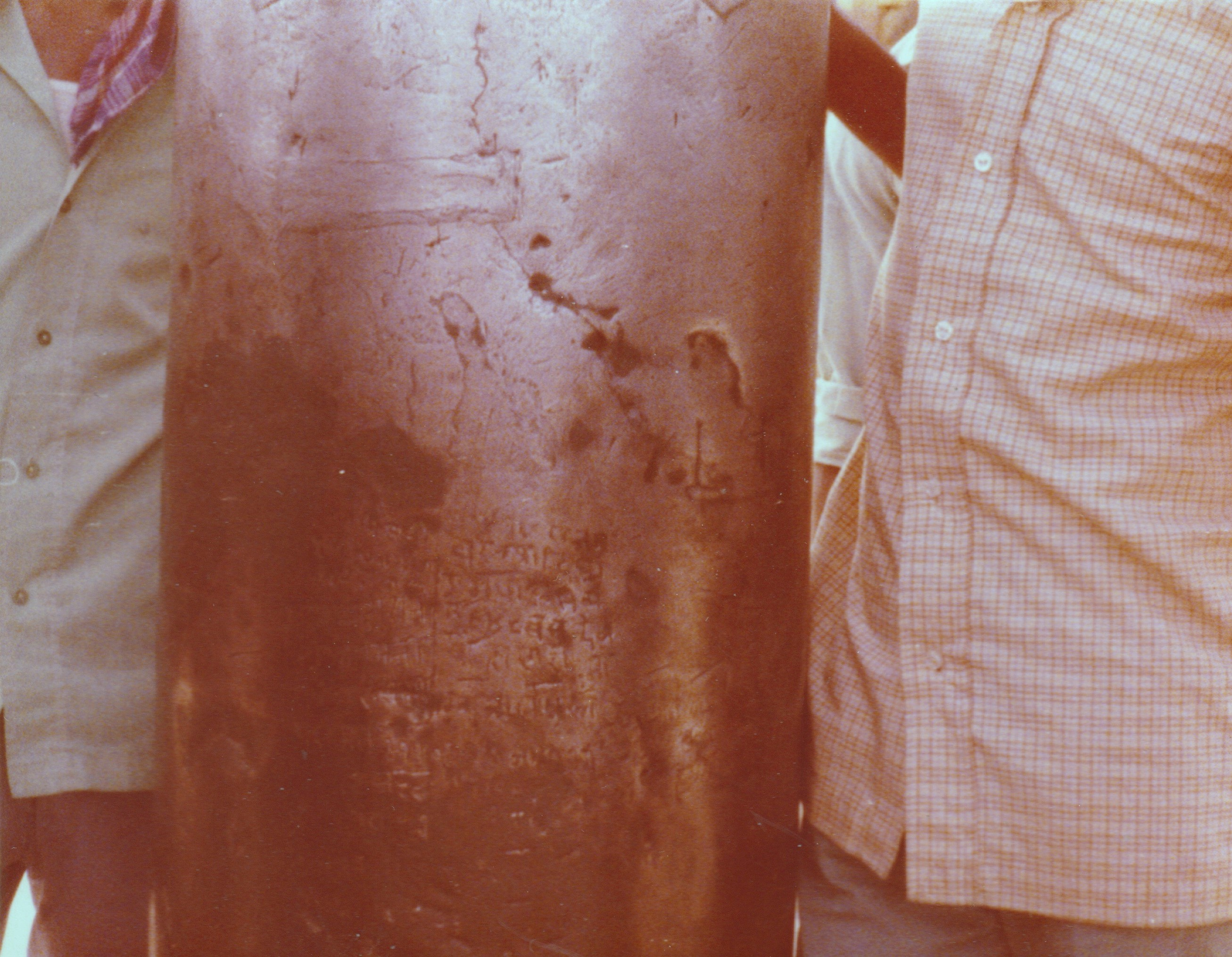
Die Säule, 1976

Die Eiserne Säule besteht aus Schmiedeeisen und zeigt die ausgeprägte Fachkenntnis, welche die frühen indischen Eisenschmiede bei der Eisengewinnung und -verarbeitung erlangt hatten. Aufgrund ihrer hohen Witterungsbeständigkeit und fehlender Korrosion in den vergangenen 1600 Jahren hat sie das Interesse bei Archäologen und Metallurgen geweckt (s. u.). Die Eiserne Säule wurde wahrscheinlich nicht gegossen, sondern nach der Methode des Feuerschweißens hergestellt. Die benötigten Temperaturen von etwa 1200 °C können durch das Verbrennen von Holzkohle unter stetiger Zufuhr von Sauerstoff erreicht werden.

## Geschichte
Die Eiserne Säule wurde wahrscheinlich im Auftrag des Gupta-Herrschers Chandragupta II. (reg. 375–414), der den Beinamen „Welteroberer“ (Vikramaditya) trug und als ein großer Verehrer des Hindu-Gottes Vishnu galt, in der Blütezeit der Gupta-Dynastie errichtet – diese Deutung basiert auf der Inschrift und auf Analysen alter Goldmünzen aus dem Gupta-Reich.
Die Säule mit dem Chakra-Idol auf seiner Spitze war ursprünglich an einem Ort aufgestellt, der Vishnupadagiri („Hügel mit dem Fußabdruck Vishnus“) genannt wurde. Dieser Ort wurde mit den Höhlentempeln von Udayagiri in der Nähe von Sanchi und Vidisha gleichgesetzt. Eine (nachträglich?) auf der Säule angebrachte Inschrift besagt, dass sie zu Ehren des Hindu-Gottes Vishnu errichtet wurde. Ferner werden der Heldenmut und die Güte eines als Chandra bezeichneten Königs gepriesen, der von der jüngeren archäologischen Forschung mit Chandragupta II. identifiziert wird.
Der Ort Vishnupadagiri liegt auf dem nördlichen Wendekreis und war daher im Gupta-Zeitalter möglicherweise ein astronomisches Beobachtungszentrum. Am ursprünglichen Ort der eisernen Säule in Vishnupadagiri fiel der Säulenschatten einmal im Jahr am frühen Morgen zur Sommersonnenwende (21. Juni) in die Richtung des Fußes von Anantasayain Vishnu. Die Gründung und Entwicklung von Udayagiri war offensichtlich von hochentwickeltem astronomischen Wissen begleitet, weshalb Udayagiri und insbesondere die Eiserne Säule ein stichhaltiger Beweis für das astronomische Wissen im alten Indien um 400 n. Chr. sind.
Sollte der ursprüngliche Aufstellungsort Udayagiri stimmen, muss die Säule im Mittelalter (wahrscheinlich im frühen 13. Jahrhundert unter Qutb-ud-Din Aibak oder seinem Schwiegersohn und Nachfolger Iltutmish) als Trophäe in den ehemaligen Hindu-Tempel im Bereich der im 8. Jahrhundert von den Tomara-Rajputen gegründeten und im 12. Jahrhundert von den Chauhans erweiterten Festungsanlage "Lal Kot" verbracht worden sein. Tempel und Festung wurden Ende des 12. Jahrhunderts von Qutb-ud-Din Aibak zerstört, um an dieser Stelle den Moscheeturm Qutb Minar und die Quwwat-ul-Islam-Moschee zu errichten. Die Eiserne Säule wurde in deren Innenhof aufgestellt.

## Metallurgische Untersuchungen zur Erklärung der Korrosionsfreiheit
Metallurgen aus dem Indian Institute of Technology Kanpur kamen zu dem Ergebnis, dass eine dünne Schicht aus „Misawite“ – eine spezielle Gitterstruktur eines Eisenhydroxids – die Eiserne Säule vor Korrosion bewahrt hat.
Ihrer Ansicht nach breitete sich die Schutzschicht innerhalb von drei Jahren nach der Errichtung der Säule aus und wächst seitdem langsam weiter. Diese Information wurde fälschlicherweise von den Medien in Umlauf gebracht, basierend auf einem Artikel in der Fachzeitschrift Current Science. In diesem Artikel wird erwähnt, dass der Schutzfilm (laut R. Balasubramaniam vom IIT Kanpur) in den 1600 Jahren nur 1/20 mm dick wurde. In einem weiteren Bericht der Current Science nimmt Balasubramaniam an, dass der Schutzfilm durch das Vorhandensein eines hohen Phosphoranteils im Eisen katalysiert wurde – dieser Phosphoranteil im Eisen der Säule beträgt über 0,1 Prozent im Gegensatz zu 0,05 Prozent im heutigen Eisen.
Es gibt drei bekannte Erklärungen für das Zustandekommen der Schutzschicht. Zwei davon sind nachfolgend erläutert:
Einer Erklärung zufolge könnte der hohe Phosphorgehalt aus der Art und Weise resultieren, wie die frühen Inder Eisen herstellten – nämlich indem sie Eisenerz mittels Holzkohle als Reduktionsmittel in Eisen mit niedrigem Kohlenstoffgehalt überführten. Moderne Hochöfen verwendeten Koks anstelle von Holzkohle und zusätzlich Kalkstein, um mit dem Roheisen später Stahl erzeugen zu können. Im modernen Prozess wird der Großteil des Phosphors mit der durch den Kalkstein entstehenden Schlacke abgetragen. Da in antiken Hochöfen kein Kalk verwendet wurde, blieb eine höhere Menge an Phosphor im Material enthalten.
Eine weitere Möglichkeit besteht darin, dass die Säule dem Rost aufgrund ihrer Schichtstärke widerstehen könnte, die es der Sonne erlaubt, die Säule tagsüber so zu erhitzen, dass der gesamte Regen bzw. Tau von ihrer Oberfläche verdunstet. Die akkumulierte Hitze könnte die Oberfläche auf diese Art auch nachts trocken halten.
In den 1920er Jahren wurde behauptet, dass das hergestellte Eisen in Mirjati nahe Jamshedpur ähnlich dem Eisen der Eisernen Säule sei. Weitere Forschungen des nationalen metallurgischen Labors an Eisengegenständen, die von indischen Stammesvölkern (Adivasi) mit primitiven Methoden hergestellt worden waren, bestätigten diese Behauptung nicht.
Für den Experten für historische Stähle, V. Hollmann (CH), ist die Rostbeständigkeit von im Rennofen hergestellten Stählen (ohne Schmelze des Stahls) nichts Besonderes. Er verweist auf alte Karrenräder, die in Europa teilweise seit Jahrhunderten ebenfalls ungeschützt im Freien stehen, eine langsam wachsende schwarze Patina bilden, aber nicht durchrosten. Der Grund dafür liegt in der geringen Reduktion der Erze, wenn diese mit Holzkohle auf vergleichsweise niedrigen Temperaturen ohne Schmelze des Stahls hergestellt werden. Der entstehende Eisenwerkstoff ist instabil. Wenn er knapp über dem Zustand des Eisens hergestellt wird, entwickelt sich das Metall bei längerem Glühen wieder zurück und nähert sich dem Zustand des Gesteins an.
In diesem Zustand bildet sich eine oberflächliche schwarze Patina; der Stahl rostet aber nicht durch. Dieser Zusammenhang ist eine der Grundlagen für historische Stähle.

## Sonstiges
Im Volksglauben wird behauptet, dass derjenige, der sich mit dem Rücken an die Eiserne Säule stellt, sie rückwärts mit den Händen umfasst und dessen Fingerspitzen sich dabei berühren, besonders viel Glück haben solle. Nach verschiedenen Beschädigungen und Schmierereien wurde um die ursprünglich frei stehende Eiserne Säule 1997 ein Zaun errichtet.